# 기독교
기독교(基督敎, 영어: Christianity) 또는 그리스도교, 크리스트교는 예수 그리스도의 삶과 가르침에 바탕을 둔 아브라함계 유일신교이며, 세계 인구의 1/3이 신자인 세계 최대의 종교이다. 기독교 신자들은 예수가 구약성경에서 예언된 메시아로서 인류를 구원하려 이 세상에 온 그리스도라고 믿는다. 예수의 행적은 신약성경 중에서도 네 복음서에 기록되어 있으며, 예수의 12제자들을 통해 널리 퍼졌다.
기독교에는 여러 종파가 있으며, 크게 동방 기독교와 서방 기독교로 분류할 수 있다. 가톨릭교회와 개신교회는 서방 기독교에 속하고, 동방 정교회, 오리엔트 정교회, 아시리아 동방교회 등은 동방 기독교에 속한다. 일반적으로 "정통"으로 불리는 주류 기독교 종파는 모두 구약성경과 신약성경을 경전으로 삼고, 니케아 콘스탄티노폴리스 신경을 기준으로 삼는 보편공의회 교리를 따른다. 또한 칼케돈 공의회를 기준으로 보편교회로 일컫는 가톨릭, 동방 정교회, 개신교 등의 칼케돈파, 오리엔트 정교회로 대표하는 비칼케돈파로 분류한다. 그리고 보편교회 즉 동방교회와 서방교회가 타락했음을 주장하며 자신들이 초대교회의 모습을 회복했다고  주장하거나 그러한 성향을 띠는 교단을 회복주의 기독교라고 한다. 대부분 19세기 미국에서 시작되었으며 대표적인 교단으로는 여호와의 증인, 예수 그리스도 후기 성도 교회가 있다.
기독교 종파마다 구원론, 교회론, 그리스도론 등 교리과 교회 제도에 대한 해석 차이가 있다. 주류 기독교 종파들은 동일하게 삼위일체론과 예수가 하느님의 아들로 태어나 가르침을 펼치다가 수난을 받고 십자가형을 받아 죽음으로써 인류를 죄와 지옥으로부터 구원하여 죽음으로부터 부활했고, 후에 재림하여 하느님의 왕국을 세울 것이라 믿는다.
기독교는 기원후 1세기 로마 제국의 지배를 받던 유대 지방의 유대교 종파로 출발했다. 예수가 살아있을 때부터 유대교의 이단으로 박해를 받았으며 처형된 이후 열두 제자(사도)와 그들을 따르는 사람들은 여전히 로마 제국의 박해를 받으면서도 시리아, 레반트, 유럽, 아나톨리아, 메소포타미아, 남캅카스, 이집트, 에티오피아로 뻗어나갔다. 기독교의 가르침은 유대인이 아니면서 ‘하느님을 경외하는 자들’(이방인)을 끌어모았고, 그 결과 유대인의 관습에서 멀어지게 되었다. 기원후 70년에 예루살렘이 함락되고 유대교 성전이 무너진 시기에 기독교는 더 이산 유대교가 아니었으며, 이 두 종교는 전혀 다른 길로 발전했다. 
로마 황제 콘스탄티누스 1세는 337년 죽기 전에 기독교로 개종하고 니코메디아의 에브세비오스 주교에게 세례를 받았다. 콘스탄티누스 1세는 313년에 밀라노 칙령을 내려 로마 제국에서 기독교 신앙이 범죄가 되지 않도록 했고, 325년에는 초기 기독교 세력이 결집하는 계기가 된 제1차 니케아 공의회를 열었다. 380년에 황제 테오도시우스 1세는 이를 바탕으로 기독교를 로마 제국의 국교로 선포했다. 역사학자인 조시무스는 로마의 쇠퇴와 패배가 그들이 전통을 버리고 기독교로 개종했기 때문이라고 주장했다. 그러나 기독교도인 아우구스티누스는 신국론을 저술하여 기독교가 로마 쇠퇴의 원인이 아니라고 반박했다. 
초기에 기독교는 하나의 보편교회로서 통일되어 있었다. 그러나 그리스도론에 관한 견해 차이 때문에 431년 에페소스 공의회 이후 현재 아시리아 동방교회 등이 속한 네스토리우스파가 분리되고, 451년 칼케돈 공의회 이후에는 오리엔트 정교회로 불리는 콥트 정교회, 아르메니아 사도교회, 에티오피아 테와히도 정교회 등이 분리되었다.
1054년에는 성령론과 교황 문제 등 다양한 교회 내 갈등으로 동서교회 대분열이 일어나 동방교회와 서방교회가 갈라졌다. 이후 16세기 서방교회에서 종교 개혁 과정에서 신학과 교회론 논쟁을 거쳐, 서방교회는 기존의 로마 가톨릭교회와, 루터교회, 개혁교회, 성공회 등의 개신교회들로 분열되고, 그 후로도 시대적 경과에 따라 장로교회, 침례교회, 감리교회, 재림교회, 구세군, 성결교회, 오순절교회 등이 형성되어 다양한 교파들이 공존하게 되었다. 
이외에도 여호와의증인 등 전통적인 교리를 부정하는 신흥종교 교파들이 존재하나, 주류 교파들에게는 대체로 이단 및 이교로 취급된다. 기독교는 (특히 고대 후기부터 중세까지) 서양 문명의 발달에 지대한 영향을 끼쳤다. 15 ~ 17세기 대항해시대에 그리스도교는 선교를 통해 아메리카, 오세아니아, 사하라 이남 아프리카 등 전 세계로 퍼져 나갔다.

## 개요

### '기독'의 어원
'기독교'의 '기독'(基督)은 16세기 가톨릭 예수회 선교사들의 번역어로 그리스어 "그리스도"(Χριστός, 크리스토스)의 중국어 음역인 '기리사독'(基利斯督)의 줄임말로 '기리사독'은 현대 북경어 발음으로 '지리쓰두'이지만, 구개음화하기 전의 옛 발음은 '기리스도'에 가깝다. 청나라 때에 '기'가 '지'로 전반적으로 구개음화하는 변화가 있었는데, 만주족 발음의 영향 때문이라는 설(예. 시바 료타로(일본어: 司馬遼太郎)의 주장)이 있다.

### 그리스도의 명칭
'예수 그리스도'의 명칭에서 유래하였고, 신약성경에서부터 '그리스도인'이라는 단어가 사용되며 예수 그리스도는 한국어로는 '예수 구세주' 또는 '예수 구원자'의 의미이다. 그리스도는 그리스어 '크리스토스'에서 유래한 단어로 기름부음 받은 사람을 의미한다. 공식 석상에서 기름을 머리에 붓는 행위는 중동지역에서 직위를 수임받을 때 널리 사용되던 방식이었다. 왕이나 제사장들이 기름 부음을 받은 이들이었다. 세상을 구원할 왕 역시 기름부음을 받은 자라는 의미로 사용되었다.

### 기독교 인구
전 세계에 기독교 인구는 약 24억 명으로 추산되며, 실질적으로 세계에 가장 영향력 있는 종교이다. 한국에서 또한 2015년 통계청 발표에 의거 한국 기독교 인구는 19.7%이며, 1985~2018년까지의 기독교 인구의 추이는 "비디오 - 유튜브" 와 같다.

## 역사

### 고대 기독교

고대의 기독교 전파지역
325년
600년

초기 크리스트교는 예수가 팔레스타인지역에서 활동하였다는 때와 그의 십자가 처형 이후 사도들이 교회를 이끌던 1세기 무렵부터 동서교회의 분열 이전까지의 기독교를 말한다. 초기 기독교는 베드로, 파울로스와 같은 사도와 선지자들이 회중을 순회하고 다녔지만 특정한 조직이나, 교리, 건물 등이 없었고 따라서 일치된 신학도 없었으며 매우 다양한 견해를 갖는 집단들로 나뉘어 있었다는 주장이 있는 반면, 성경의 기록에 따르면 지역마다 많은 회중이 형성되었고, 사도들이 신자들에게 성경의 가르침과 예수의 새로운 가르침을 따를 것을 교훈하였으며 배교자 혹은 부도덕한 신자에 대해서는 경고하거나 제명해야 됨을 각 회중들에 권고하고 편지한 내용 그리고 교리에 대한 문제가 발생했을 때 교회 연로자들의 회의가 소집된 일, 또한 요한에 의해 기록된 요한의 묵시록에서 소아시아의 일곱 교회의 교리 일치 여부와 역사, 행위들에 대해 상세히 언급하고 있는 등 신약 성경의 정립 과정을 보면, 이미 기원 1세기에 매우 체계화된 조직과 교리가 형성되었으며 완성되었다는 견해도 있다. 초기 기독교는 고대 그리스-로마 세계 곳곳으로 전파되었다.
또한 외적으로는 로마제국 곳곳에서 유대인들의 박해와 64년부터 시작된 로마제국의 여러 박해로 많은 순교자가 나왔지만, 더 체계적으로 결속해지면서 3세기경에는 로마제국을 거의 다 장악하였다.
사도들이 회중을 이끌었던 시기의 교회를 초대교회(Apostolic church)라고 한다.

### 보편교회
313년 콘스탄티누스 1세가 밀라노 칙령을 발표하여 기독교에 대한 박해를 중지하였다. 콘스탄티누스 1세의 어머니 헬레나는 기독교 신자였으며, 전해지는 이야기로는 콘스탄티누스 1세가 밀비우스 다리 전투 전날 꾼 꿈의 지시대로 병사의 방패에 카이 로()를 그린 후 전투에 승리하자 기독교를 믿게 되었다고 한다.
316년 콘스탄티누스 1세는 제1차 니케아 공의회를 열고 그 동안 다양한 사상으로 분화되어 있던 기독교의 교리를 정리하도록 하였다. 이 공의회에서는 예수를 반신적 존재, 하느님으로부터 창조된 존재로 본 아리우스파를 이단으로 규정하고, 니케아 신경을 채택하여 기독교의 기본 교리를 형성하였다. 니케아 공의회는 예수와 하느님을 동일본질로 보는 교리를 확정했으며, 부활절 시기 및 성직자의 서품과 본분 등에 대한 보편적인 합의를 이루어 교회 규범을 제정했다.
380년 2월 27일 테오도시우스 1세는 테살로니카 칙령을 선포하고 기독교를 로마 제국의 국교로 삼았다.

#### 일곱 공의회
325년에 열린 제1차 니케아 공의회부터 787년에 열린 제2차 니케아 공의회까지의 첫 일곱 공의회에서 기독교의 중요 신학적인 문제가 논의되었다. 공의회에 참석할 수 있는 사람들은 주교였는데, 이것은 4세기 이후 기독교가 교회신학적 배경과 교리, 교회 조직과 예식 등을 정비하였음을 보여준다.

#### 보편교회 시기 기독교의 분화
초기 일곱 번의 공의회 과정을 통해 보편교회주의(공교회주의)가 만들어짐에 따라 이들과는 다른 신학을 가져 이단으로 배척된 교파들은 분화되어 서로 독자적인 전파와 발전 과정을 거치게 되었다. 제1차 니케아 공의회에서 아리우스파가 이단으로 배척된 이후에도, 칼케돈 공의회가 예수의 신성과 인성을 공인하자 단성설을 주창한 콥트 교회, 에티오피아 정교회, 시리아 정교회, 아르메니아 사도교회는 보편교회와 결별하여 독자적인 교단을 형성하였고, 689년의 콘스탄티노폴리스 종교회의에서 네스토리우스파가 이단으로 배척되자 아시리아 동방교회가 분리되었다. 아시리아 동방교회는 독자적인 선교를 통하여 당나라까지 기독교를 전파하여 경교(景敎)라는 이름으로 알려지게 되었다.

#### 서유럽 지역 기독교의 전파

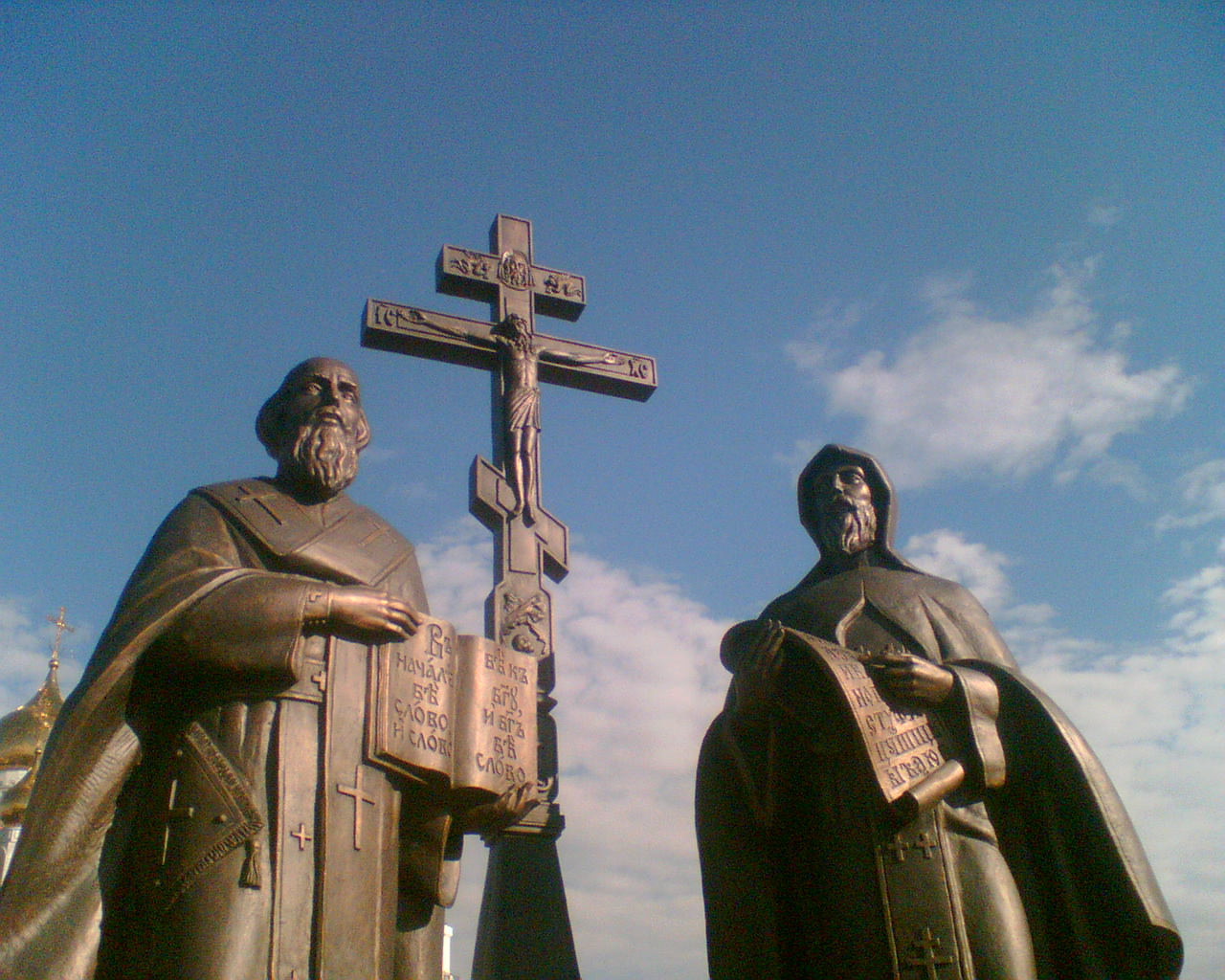
키릴로스와 메토디오스의 동상

중세 초기 서유럽과 북유럽, 그리고 동유럽에 기독교가 전파되었다.
기원후 423년 성 파트리치오가 아일랜드에 최초로 기독교를 전파하였다고 하며, 5세기 후반에는 오늘날 프랑스와 독일, 오스트리아, 스위스, 이탈리아 북부 등의 서유럽 지역에 있었던 프랑크 왕국에서는 메로빙거 왕조의 시조인 클로비스 1세가 기독교로 개종하였고, 잉글랜드에는 600년 경 켈트족의 기독교 전파에 영향을 받아 기독교가 전파되었다. 로마 교회는 598년 아우구스티누스를 초대 캔터베리 대주교로 파견하였다.
820년대에서 830년대 초, 브레멘과 함부르크의 대주교였던 안스가르의 선교 사업으로 스칸디나비아반도의 바이킹들에게 기독교가 전파되기 시작하였다.
동유럽의 슬라브족에게 기독교가 전파된 것은 9세기 무렵이다. 보편교회의 동로마지역 교회인 콘스탄티노폴리스 교회의 키릴로스와 메토디오스 형제는 제1차 불가리아 제국과 대모라바 왕국 등의 동유럽 국가를 기독교로 개종시켰다. 이들의 선교활동은 동로마 제국 미카엘 3세의 후원을 받아 진행되었다. 키릴로스와 메토디오스는 선교를 위해 옛 교회 슬라브 문자를 만들어 성서의 내용을 슬라브어로 번역하였다. 이 문자가 키릴 문자의 기원이다.

#### 동서교회 대분열
보편교회 시기의 시작인 4세기,  로마제국의 천도로 콘스탄티노폴리스가 4세기 이후 로마제국의 수도가 되고, 서로마제국이 멸망으로 자연스레 동로마제국의 콘스탄티노폴리스가 기독교의 중심지가 되었다. 11세기까지 기독교회는 콘스탄티노폴리스를 중심으로 한 로마, 안티오키아, 예루살렘, 알렉산드리아의 5개 지역의 연합체였다. 하지만 서로마제국 지역의 왕권 강화와 7세기 이후 동로마제국에 대한 이슬람의 침략, 로마 교회의 독립적 활동으로 동서교회의 분열이 발생하였다. 분열의 기점으로 콘스탄티노폴리스 교회의 대주교(대감독)와 로마 교회 대주교 간의 상호 파문 사건이 일어났다. 동서교회의 대립 이후, 십자군 전쟁 과정에서 당시 로마교회의 제4차 십자군이 기독교 지역이었던 동로마 제국의 콘스탄티노폴리스를 침략, 점령하기까지 하였다. 이는 동서교회의 완전한 단절을 낳은 결정적 사건이 되었다.
1960년대 동방 정교회가 13세기 서방교회의 십자군이 교황의 명령에 따라 침략한 사건을 용서한 발표 이후, 약 40년만인 2002년 1월 4일, 교황 요한 바오로 2세는 십자군이 1204년 동로마제국의 수도이자 동방정교회의 중심지인 콘스탄티노폴리스(현 이스탄불)를 점령함으로써 동방정교회와의 관계를 완전 단절시킨 것을 공식 사과했다.

### 서방교회의 종교 개혁

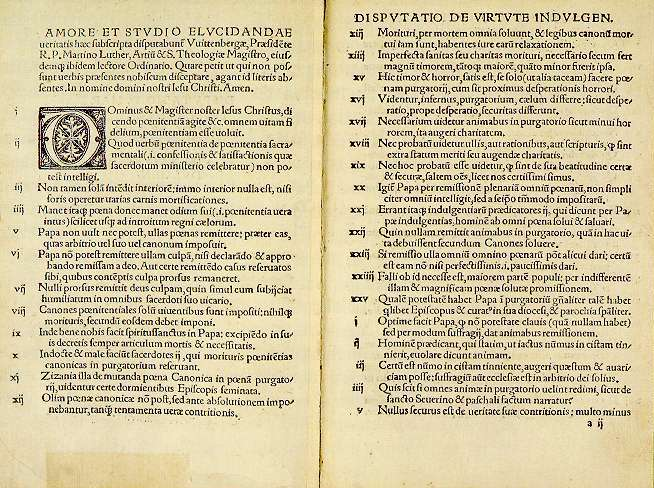
95개조 반박문

16세기에 들어 서방교회가 지배하던 서유럽과 북유럽에서 서방교회 종교개혁 지지파와 반대파의 대립과 분리가 발생하였다. 서방교회의 '개혁 반대파' 서방교회 제도권 세력은 로마 가톨릭교회로, '개혁 지지파'는 개신교회로 분리되어 서방교회가 여러 개의 교단으로 구성되는 교단 교회가 되었다. 이로 인해 유럽 각지에 16세기에 서방교회 개혁 지지 세력인 복음 중심주의 개신교들이 형성되고, 개혁 반대 세력인 교황중심주의인 조직과 기구 중심의 천주교회와 서로 분리되어 초대 교회의 신앙전통에 따라 각 지역과 교회마다 달리했지만, 로마 가톨릭 성직자들의 부정 부패에 대한 인문주의자들과 지식인들의 비판을 탄압하여 자정 능력을 상당수 상실하였고, 로마 교황청의 간섭에서 벗어나고자 하는 각국 군주의 불만이 쌓여 있었다는 것을 공통점으로 들 수 있다. 허나 최종적으로 가톨릭 성직자의 부패와, 성경의 해석에 대한 논란, '면벌부'(대사)의 폐단 등의 이유로 인해서이다. 특히 당시 가장 큰 논란을 부른 것은 교황청의 정치적 자금과 바티칸 증축을 위한 면벌부 판매 문제였다. 로마 가톨릭 교회에서는 죄는 고해성사로 용서가 되고, 다만 잠벌을 보속을 통하여 갚아야 한다고 믿는다. 이 보속을 면제해 주는 것을 면벌(대사)이라고 하는데, 현대에는 주로 기도나 선행 등을 보속으로 한다. 그러나 당시 독일 지방에 선포되었던 면죄(대사)의 조건은 다음과 같았다.

첫째, 지은 죄를 회개하고 다시 죄짓지 않기로 마음먹은 뒤 사제에게 가서 고해성사를 보아야 한다.
둘째, 적어도 지정된 일곱 개 성당을 순례하여야 하며, 순례할 때마다 우리 죄를 대신 속죄하여 주신 주 예수의 오상(양손,양발,옆구리)을 기념하고 공경하는 뜻으로 주의 기도와 성모송을 다섯 번씩 열심으로 바치거나 또는 "하느님, 자비하시니 나를 불쌍히 여기소서..."(시편 50)을 바쳐야 한다.
셋째, 성 베드로 성당 건축비로 응분의 헌금을 바치는 것이 좋다. 그러나 하늘 나라는 가난한 사람이나 부자나 다 같이 갈 수 있도록 열려 있으므로, 돈이 없는 사람들은 헌금 대신 기도와 대재로 대사를 받을 수 있다.

이 중에서 가장 논란이 된 것은 세번째 조건이다. 가난한 자는 헌금을 대신할 수단이 있다고 명시를 하였고, 교황 역시도 "헌납자는 각자의 형편에 따라 헌납 ."라고 언급했으나 대사를 악용하여 부를 축적하는 성직자가 등장하고 곳곳에서 면벌부 전문 판매원이 출현하는 등 많은 문제가 발생하였다. 이로 인해 발생한 서방교회 교황에 대한 비판은 종교개혁의 발단이 되었다.
1534년, 잉글랜드 국왕 헨리 8세는 수장령(Acts of Supremacy)을 반포하여 “잉글랜드 국왕만이 잉글랜드 교회의 유일한 우두머리”라고 선포하였다. 헨리 8세의 수장령은 같은 해 잉글랜드 교회 내의 주교에 대한 임명권이 국왕에게 있다고 선포한 주교서임법과 함께 교황과의 단절을 공식화한 것이었다.
마르틴 루터는 로마 가톨릭교회의 아우구스티누스 수도회 소속 수사 신부였다. 평소 그는 다섯 솔라에 의지하여 오직 성서와 진실한 믿음만이 구원을 줄 수 있다고 믿었다. 루터는 95개조 반박문을 작성하여 당시 로마 가톨릭의 대사 남용을 비판하였고, 이후 종교 개혁 운동을 하게 되었다.
루터와는 별개로 프랑스 리용 출신의 장 칼뱅은 1533년 성경의 잘못된 해석을 이유로 교황에 반하여 로마 가톨릭교회를 떠나 칼뱅주의 교회의 신앙을 출발시켰다. 1536년 3월 칼뱅은 《기독교 강요》를 출판하였다. 칼뱅은 이 책에서 이중 예정설과 같은 칼뱅주의 신학을 정리하였다. 칼빈은 장로교회와 개혁교회의 모태가 되었으며, 영국 성공회의 신학(웨스트민스터 신앙고백서)를 정립하는데 사용되었다.
로마 가톨릭은 반종교 개혁으로 로마 가톨릭교회 스스로 자정 노력을 하는 한편, 개신교의 확산에 탄압으로 대응하였다. 종교개혁에 반발하여 가톨릭 신앙 교리의 명확한 한계를 정립하기 위한 트리엔트 공의회를 소집하였다. 그러나 트리엔트 공의회는 종교개혁 찬성파의 협상을 거절하고, 찬성파과 반대파를 구분지어 서방교회는 통합되지 못하게 되었다.
종교개혁 찬성파와 반대파들은 격렬한 갈등을 겪었고, 결국 위그노 전쟁, 30년 전쟁과 같은 종교 전쟁을 치렀다.

### 근대 기독교
대항해 시대 이후 유럽의 여러 나라가 세계 각국과 무역을 하는 한편, 식민지를 만드는 과정에서 기독교 역시 세계로 전파되었다.
한편, 16세기 이후 19세기까지 개신교에는 침례교, 퀘이커, 감리교, 재림교, 성결교, 오순절교 등 다양한 새로운 교파가 세워졌다.

### 현대 기독교
소련 치하에서 억압을 받았던 러시아 정교회는 페레스트로이카 이후 자유로운 활동을 보장받았다.
제2차 바티칸 공의회 결과 로마 가톨릭교회는 현대적인 모습으로 개혁되었다.
19세기 동안 미국의 개신교를 중심으로 한 개신교 부흥운동이 있었다. 대각성운동이라고도 불리는 부흥운동은 D. L. 무디, R. A. 토레이, J. W. 체프만 등의 부흥운동가들에 의해 일어나 개신교의 여러 교파에 큰 영향을 주었다. 이들은 초교파적 부흥운동을 바탕으로 한국을 비롯한 세계 각국에 선교사를 파견하였다.
20세기에 들어 기존의 신학과는 다른 특징을 보이는 자유주의 신학, 해방 신학, 기독교 근본주의 등의 신학들이 영향력을 키웠다.
또한 갈라진 교파간 대화와 일치를 위한 에큐메니컬 운동이 지속되고 있다.

### 한반도 전파

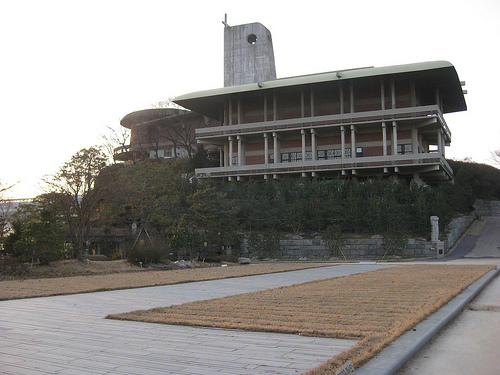
한국 천주교의 성지인 절두산.
조선 시대 천주교 박해로 많은 신자들이 처형되었다.

한국에 전래된 기독교는 초기에 '야소교'(耶蘇敎), 곧 예수교라고 불리는 경우가 있었다. 이는 연암 박지원의 열하일기에서, 당시 청 제국에 와 있던 천주교회의 가장 큰 국제 수도회 조직 가운데 하나인 예수회(the Society of Jesus)를 '야소교'로 표기한 것을 그 시초로 보고 있다.
한반도에 기독교가 처음으로 전파된 시기는 천주교가 당시 조선에 전파되었던 시기(1784년)로 본다. 그외 정설로 인정받지 못하는 설로는 임진왜란 때에 일본으로 잡혀간 조선인들이 예수회의 전교로 기독교인이 되었다는 설과, 경교가 신라에 전래되었다는 설도 있다.
한국의 천주교는 이승훈이 북경에서 천주교회 세례를 받은 이후 자발적으로 전파되었다. 선교사나 성직자의 선교활동 없이 자발적으로 천주교를 받아들인 사례는 조선이 유일하다.
1885년 개신교회인 장로교회 선교사 언더우드와 감리교회 선교사 아펜젤러가 선교하기 시작하여 20세기 초에 걸쳐 침례교, 구세군, 성공회, 재림교, 정교회 등이 전래되었다.

## 교리와 신학
기독교는 역사적으로 분파를 거듭함에 따라 전세계에 2만 개 이상의 교단이 있으며, 한국에서도 대표적 교단으로  장로교, 천주교회, 감리교 등의 여러 교단이 분포되어 있다. 교파마다 교리도 다양하지만 기독교의 공통된 가장 큰 특징은 메시아 및 속죄 사상이다.
다른 교리를 요약하면 다음과 같다.
- 신관(神觀): 기독교는 그 유일신의 이름을 야훼로 구별해 왔다. ('주님' 또는 '여호와'로도 불린다.) 이름을 직접 부르는 대신, 한국의 천주교회, 대한성공회, 한국 정교회에서는 '하느님', 개신교만이 '하나님'을 사용하고 있다. 신론(神論)에 있어서 다른 아브라함계 종교와 다른 점으로는 성부와 성자와 성령의 삼위일체를 믿는 교파가 많다는 점이다. 이는 성경에는 거의 언급이 없지만 거룩한 전승을 따라 대부분의 기독교 종파에서는 삼위일체론을 믿는데, 삼위일체론은 하느님은 세 개의 구별될 수 있는 격으로 나타나지만 본질상 한 하느님이라는 교리이다. 기독교를 공인한 밀라노 칙령 이후 콘스탄티누스 황제가 소집한 니케아 공의회에서 주교들과 교부들이 "성자와 성부는 동일한 실체다"(homoousios to Patri, ὁμοούσιοσ τῷ Πατρί )라고 결론을 내림으로써 삼위일체론의 기본 개념이 정리되었다. 직관적으로 이해하기 대단히 어려운 교리이다보니 삼위일체론을 둘러싼 논쟁은 아리우스파에서부터 현대의 반삼위일체파까지 계속되고 있다.

- 인간관: 기독교에서는 모든 인간은 야훼가 처음 창조한 인간인 아담과 하와의 자손이므로 그들의 원죄를 물려받아 모두 죄인이며 그렇기에 모두 죽으면 영원히 불타는 지옥으로 떨어진다고 믿는다. 하지만 야훼신의 아들인 예수가 인간의 죄를 대신하여 십자가에 못박혀 죽었으므로 그를 믿은 사람은 구원을 받아 천국에 갈 수 있다고 믿는다. 사람의 인격의 기본이 되는 '영혼'이 있다고 믿으며, 이는 육체의 죽음과는 상관없이 불멸한다고 믿는다. 또한 제7일 안식일 예수 재림교회나 여호와의 증인과 같이 영혼 불멸과 지옥의 내세관을 믿지 않는 파도 종종 존재한다.

- 구원관: 하느님의 나라에 들어가는 것을 '구원'이라고 표현하며, 대부분의 그리스도교 교파에서 이 구원은 로마인들에게 보낸 편지 10장 9절 근거로 예수께서 다시 살아나신 것을 믿고 십자가 대속을 믿어, 구원을 받는다는 것을 믿는다. 한편, 예수 그리스도를 믿는 믿음과 그의 계명을 지키는 참된 신앙이 있어야 구원에 이른다고 믿는 기독 교단도 있다. 구원 받은 사람은 장차 예수 그리스도처럼 다시 영혼과 육신이 온전하게 합쳐져서 부활할 것을 믿는다.

- 역사관: 성경의 예언에 따라 예수 그리스도가 세상을 다스리러 다시 올 것을 믿으며, 이때 예수가 주권자로 세상을 다스리는 천년왕국이 이 지상에 이루어짐(전천년왕국설. 계시록에 대한 다른 해석으로 예수가 재림하여 심판 후 새로운 천년왕국을 세워 다스릴 것이라고 믿는 후천년왕국설, 영적으로 이미 예수가 세상의 주권자라고 믿는 무천년왕국설도 있다.)을 믿으며, 그 후 심판에 의해 지금의 세계가 새롭게 될 것이라고 믿는 종말론적 역사관을 갖고 있다.

### 예수의 신성과 인성
요한 복음서 1장에서는 태초에 말씀이 계셨다는 선언을 통해 예수를 "말씀"(로고스)으로 표현하였는데, 이 시기 그리스 철학에서 로고스는 우주의 가장 근본적인 질서와 힘을 뜻했다. 이와 같은 표현을 통해서 예수는 사람이 되신 하느님이라는 그리스도론을 강조하는 경향은 기독교 초기부터 강하게 드러나고 있다.
신약성경의 반수 이상을 차지하는 사도 바울로의 서신서(로마인들에게 보낸 편지, 필립비인들에게 보낸 편지, 필레몬에게 보낸 편지, 고린토인들에게 보낸 첫째 편지, 데살로니카인들에게 보낸 첫째 편지, 갈라디아인들에게 보낸 편지, 디모테오에게 보낸 첫째 편지, 에페소인들에게 보낸 편지, 디도에게 보낸 편지) 역시 예수를 주님, 그리스도, 하느님의 아들, 사람이 되신 하느님이라는 그리스도론과 그리스도의 부활을 중요하게 여기는데, 천주교회 신학자 존 도미니크 크로산과 성공회 신학자인 마커스 보그는 바울로의 그리스도론을 로마제국 신학 즉, 로마제국의 황제를 주님, 그리스도, 사람이 되신 하느님, 하느님의 아들로 우상화함으로써 로마제국의 정치 사상과 질서를 옹호하는 다분히 현실순응적인 신학에 대한 저항으로 이해한다.
장로교 신학자 김회권도 바울로가 자신의 복음을 하느님의 아들이 예수가 십자가에서 처형되었지만 부활했다는 신앙고백으로 이해한 것은, 로마제국이라는 현실권력의 무력함을 말하기 위해서라고 말한다. 파울로가 보기에 예수의 십자가에서 죽음과 부활은 갈릴래아의 예수가 로마제국에 의해 십자가형을 받고 죽었지만, 하느님은 그를 부활하게 함으로써 현실권력이 얼마나 무력한 것인가를 보여준 것이다. 이러한 기독교의 저항적인 교의는 당연히 기독교가 반국가적인 종교로 인식되어 로마제국의 탄압을 받게 하였다.
초기 기독교의 분파중 에서는 인간 예수가 하느님의 양자가 되었다는 에비온주의처럼 예수의 신성을 부정하고 요한복음서 역시 부정하는 종파도 있었으나 절대적으로 소수에 속했고, 기독교가 로마의 국교로 인정되고 나서부터는 이단으로 지목되기도 하여 그나마 남아 있던 세력도 극소수로 줄어들었다.
반대로 가현설을 주장하는 그노시스파나 카타리파처럼 예수의 인성을 부정하는 종파들도 있었다. 영지주의 및 가현설주의자들은 육체는 악하다는 이분법을 갖고 있었으므로, 예수는 완전한 사람이 아니라 사람의 탈을 썼을 뿐이라는 주장으로 예수가 완전한 사람임을 부정하였다. 이에 사도 요한은 '예수께서 사람으로 오셨음을 부정하는 자들은 적그리스도'라고 단죄했으며, 복음서 저자 루가는 루가의 복음서에서 예수의 탄생이야기를 적음으로서 예수가 여자의 몸에서 잉태된 완전한 사람임을 단언한다. 초대교회 이후의 신앙고백인 칼케돈 신경, 니케아 신경, 사도신경 등에서도 예수를 완전한 인간이자 하느님으로 묘사한다.

## 기독교에서의 믿음
기독교에서의 믿음(belief), 또는 신앙(faith)이란 단어의 정의에 대해서 논란이 존재한다. 계통적 서술에 의하면 믿음은 히브리서에 있는 "희망하는 것에 대한 확신, 보지 않은 것에 대한 확신"으로 본다. 대부분의 기독교 이론들이 역사적으로 해당 성경적 서술을 따라왔다. 이는 다른 아브라함계 종교와 마찬가지로 신의 자비로운 의지와 인간에 대한 계획, 그리고 현실을 초월한 영역과 앞으로 다가올 세계를 관리한다는 것을 실제로 믿는 것을 포괄한다.
기독교가 다른 아브라함계 종교와 구분되는 것은 예수의 역할에 초점을 맞추는 것과 그가 고난과 부활에 의해 입증된 예언된 구원자라는 것이다. 대부분의 기독교 전통에 의하면 기독교 신앙은 예수가 그의 아버지인 하느님의 성령에 의해 부활했음을 믿는다. 이는 신약성서의 믿음에도 포함되는 내용이다.
“믿음”이란 단어에 대한 정확한 이해는 다양한 기독교 교파의 교리와 전통에 따라 다르다. 교파마다의 이러한 차이점에도 불구하고 보편적으로 예수가 기독교의 중심에 자리하며 기독교인이 되기 위해 예수에 대한 믿음이 필요하다는 공통점이 존재한다.

#### 신약성경
“믿음”이란 단어는 그리스어 '피스티스'(πιστις)에서 유래한다. 이는 신약성경에서 많이 사용되었으며, 원래 그리스어의 완료시제로 동사와 명사가 혼용된 형태로 번역되는데 영문 성경에서 영문 명사로 사용된 이 단어는 그 의미가 충분히 적절하게 전달되지는 못한다. 동사형인 pi'stis은 pisteuo로, 영문 신약에서 ‘believe’(믿음)으로 종종 해석된다. 형용사형 pistos는 거의 대부분 ‘faithful’(충실한)으로 해석된다. 신약의 저자들은 Septuagint(그리스 구약)의 해석자(번역자)들을 따라 pi'stis-그룹의 단어들은 문맥이 의도하는 내용에 따라 가장 적합하게 해석되었다. 신약에서나 다른 그리스의 문헌에서도 “pi'stis(believe-믿음)”은 다양한 주체들(사람, 전통, 실행, 단체,목적, 사실이나 일)사이에서 확고함과 관련된다. 적당한 “pi'stis-believe(믿음)”에 대한 해석은 자주 두 독립체의 관계가 “pi'stis-believe(믿음)”에 의해 연결된다고 본다. “pi'stis-believe(믿음)”류의 단어들은 그러므로 신약에서 충실함, 신의, 충성심, 약속, 신뢰, 믿음, 그리고 증명 등과 관련되어 해석되었다. 신약에서 “pi'stis-believe(믿음)”의 가장 적절한 이해와 해석은 특히 “pi'stis-believe(믿음)”이 예수와 직접적으로 관련되어 사용될 때, 그 의미에서 최근 논란의 문제이기도 하다.

## 기독교의 교파

기독교 인구 비율

기독교(그리스도교)의 교파 분류는 크게 동방교회와 서방교회 전통으로 나뉜다. 동방교회는 현재 동방 정교회가 가장 큰 교단이며 각 국가별 동방정교회가 있다. 서방교회는 16세기 분리되어 로마 가톨릭교회의 각 교파와 개신교의 각 교파로 교파가 존재한다. '가톨릭 교회'는 본래 예수 그리스도와 사도 전승을 따라 거룩하고, 단일하고, 보편성을 지닌, 즉 공의회의 교리를 따르는 교회 전체를 의미하지만 현재에는 로마 가톨릭교회를 가리킬 때 많이 사용한다.

### 동방교회
- 정교회: 정통교회라는 뜻으로 콘스탄티노폴리스 총대주교를 수장으로 이루어진 교회. 서방교회가 구원론, 교회론 등 교리나 철학면에 중점을 둔 신학•전례가 발전했다고 한다면, 동방교회는 신앙의 신비, 예배 행위를 통한 하느님과의 일치, 조용한 가운데 느끼는 성령의 현존 등, 예식에 중점을 둔 신앙이라 할 수 있다. 그 중에서도 화려한 성찬예배는 구원의 모든 신비를 포함한 신앙의 정수로 여겨지며, 교회의 존재목적으로까지 높여진다. 7번의 보편 공의회의 결정사항들을 교리와 행정의 최종권위 삼으며, 고대 교부들의 신학을 수정이나 철학적 비판, 현대적인 시각 등을 제거한 체 견지한다. 로마 교회와의 체제적 차이로서 단일한 중앙집권체제가 아닌 나라마다 혹은 민족마다의 자치적인 주교제인 점을 들 수 있다. 로마 가톨릭교회와 구분하기 위해서 동방 정교회라고 흔히 부른다. 가톨릭교회 역시도 정통된(Orthodox) 교회임을 주장하기 때문이다.
  - 러시아 정교회 : 모스크바 총대주교를 수장으로 이뤄진 교회. 2018년 우크라이나 정교회와 관련된 정교회 교회법 해석 차이로 인해 분리를 선언했다. 해외 러시아 정교회또한 이들과 함께 하고 있다. 콘스탄티노폴리스 총대주교좌의 교회들보다 에큐메니칼 운동에 소극적이며, 가톨릭과 개신교에 대해 부정적이다.
- 오리엔트 정교회(Ecclesiae Orthodoxae Orientales): 칼케돈 공의회의 그리스도론을 받아들이지 않은 비칼케돈 교파들이며, 20세기 이후 교류 증가를 통해 단성론 이단이라는 오해가 풀리고 정교회와 로마가톨릭교회와 관계가 개선되었다. 이집트 콥트 교회, 에티오피아 테와히도 정교회, 아르메니아 사도교회, 시리아 정교회 등이 있다.
- 아시리아 동방교회: 에페수스 공의회에서 성모 마리아를 테오토코스가 아닌 "크리스토토코스"로 부를 것을 주장하여 이단 정죄된 네스토리우스파의 후예이다. 이 교회 신자들은 아시리아인으로 통칭되며, 중동과 미대륙 이민 중에 신도들이 존재한다.

위 교파들의 대부분이 이슬람의 진출 및 공산주의 혁명 등으로 인해 박해를 당한 역사를 가지고 있어, 특별히 초대교회의 중심지였던 중동지역에서는 그 교세가 1500년 동안 감소하였다. 순교의 역사와 서양 철학의 영향을 받지 않은 신앙의 전통이 초대교회 연구 및 영성•전례 신학계에서 재조명 받고 있다.

### 서방교회

#### 가톨릭교회
로마 주교인 교황을 수장으로 하는 교회. 모든 기독교 교파 중에서 가장 교세가 크다. 성경과 사도전승의 교회의 결정(교황의 교리선언 및 제2차 바티칸 공의회까지의 교황이 주최한 모든 회의)가 신앙 및 실천의 권위이자 원천이며, 스스로 니케아 콘스탄티노폴리스 신경의 "하나이요 사도로부터 이어져온 거룩한 보편교회"로서 유일한 참된 교회임을 주장한다. 교황을 정점 삼은 강력한 중앙집권체제이며, 본부는 바티칸에 있다. 7성사의 집전이 교회의 존재목적이라 여긴다. 한때 유럽에서 교회와 국가의 연합체제로 패권을 누렸으며, 타교파와 현대 사상을 인정하지 않아 보수주의와 권위주의의 대명사였으나, 제2차 바티칸 공의회 개혁 이후, 타교파의 귀일(帰一)을 위한 에큐메니칼 운동과 인권문제, 환경문제 등에 열심히 임한다. 유럽의 문화 형성과 철학적 사고는 로마교회의 신학적 변천 및 평신도들의 묵주기도 등의 개인신심과 다분히 연관되며 발전되었다고 할 수 있다. 서구 열강의 식민지 획득에 따라 남미와 동남아에도 많은 신자를 보유한다. 한국에서는 천주교회라고도 한다.
- 구 가톨릭교회: 19세기 제1차 바티칸회의에서 교황 무오과 마리아 승천 등의 교리화에 대한 반대로 분리된 종파이다. 독자적인 대주교와 교구를 구성한다.
- 독립가톨릭: 교황청과 친교를 종료한 가톨릭교회로 연합체를 형성한다.
- 전통주의 가톨릭: 교황청과 관계를 종료하고, 19세기 이전의 전례를 따르는 교파이다. 성비오10세회 등의 단체가 이에 속한다. 제2차 바티칸 공의회에서 일어난 대대적인 신학적•교회구조적•전례적 변화를 부정하며, 몇몇 단체들은 현대 교황은 성경에 예언된 적그리스도라며 "교황공석주의"를 주장한다. 특별히 현대 미사 양식이 개신교적으로 변개된 것으로서, 사도로부터 이어온 옛 양식을 견지해야 함을 주장한다. 종교의 자유와 에큐메니칼 운동을 부정하며, 2차 바티칸 회의 이전의 보수주의 가톨릭을 본래 정상적인 교회의 모습으로 여긴다.

#### 개신교회
1517년부터 서방교회 종교개혁을 기점으로 다섯솔라에 동조하며 형성된 교파(루터교, 침례교, 성공회, 장로교, 감리교, 오순절교, 재림교, 성결교 등)를 총칭하는 개념이다. 유럽에서는 '복음주의교회'라고 한다. 개선주의와 재건주의 신학적 배경으로 나뉘며, 개신교 공교회주의는 개선주의의 신학적 용어이며, 개혁주의, 근본주의 등은 재건주의의 신학적 용어이다. 개선주의는 루터교회, 성공회, 감리교회, 성결교회, 구세군교회, 오순절교회 일부 등이 있다. 재건주의는 개혁교회, 장로교회, 침례교회, 재세례파, 회중교회, 재림교회, 오순절교회 일부 등이 있다. 타 종파들과의 가장 큰 차이로서 신앙의 본질을 성사나 예식에 두지 않고 교리를 믿음으로 얻는 개인의 구원(이신칭의)에 두며, "오직 성경"을 유일한 최종권위로 여기는 점을 들 수 있다. 현대 자유주의 사상과 자본주의 시장경제의 발전에 큰 사상적,실천적 영향을 주었다.
- 루터교(Lutheran Evangelical Church): 종교개혁의 불씨를 당긴 마르틴 루터의 신학 노선을 따르는 개신교의 한 교파이다. 루터파는 종교개혁 이전의 개혁 세력과 함께 종교개혁의 중심 교회였다. "오직 성경"을 교리와 실천의 최종권위 삼으며, 초기에 형성된 개신교단답게 말씀의 설교와 성례전의 균형에 중점을 둔 예배와 국교회적인 교회제도가 특징이다. 아우크스부르크 신앙고백이 주요 신앙기준이다. 이후 스위스를 중심으로 하던 장 칼뱅이 급진적 종교개혁 사상을 형성하며 반가톨릭 진영은 크게 루터파와 개혁파로 구분 형성되었다.
- 장로교: 울리히 츠빙글리와 장 칼뱅에 의해서 종교개혁 이전의 존 위클리프와 얀 후스에 영향을 받은 개혁파 교회의 하나이다. 개혁교회(Reformed Church)로 분류한다. 칼빈주의를 따라 성경의 권위와 예정설을 포함한 하느님의 주권을 강조하며, 교회 조직에서 장로로 구성된 당회가 특징이다. 웨스트민스터 신앙고백, 도르트 신조 등이 주요한 신앙기준이다.
- 성공회 : 개혁하는 보편교회(Reformed Catholic Church)를 정체성 삼으며,[51] 16세기 영국내의 종교적, 정치적 요인 등으로 인해 헨리 8세가 로마 가톨릭교회로부터 분리하였다. 동북아시아에서는 사도신경의 '거룩한 보편교회'(Holy Catholic Church)에서 따온 성공회(聖公會)를 교회이름으로 사용한다. 성공회는 세계 160개국에 분포하고 있는데,자치적이고 독립적인 지역교회들, 즉 관구(Provinces)들은 세계성공회공동체(Anglican Communion)를 통해 상통(相通)한다. 사회개혁과 진보적인 신앙실천 및 과학과 신앙의 조화 등에 중점을 둔 "광교회파", 스스로를 앵글로-가톨릭이라 부르며 옛 교부들의 전통과 사도전승의 성례전을 중시하는 "고교회파", 종교개혁 정신을 강조하는 복음주의적인 "저교회파" 등이 동일한 공동체 내에 존재한다는 특징이 있다. 또한 에큐메니칼 운동에 있어서 구교와 신교의 양측 특징을 모두 갖고 있기에 브릿지 처치(Bridge Church)라 불리며 중요한 위치를 차지한다.
- 재세례파: 16세기 종교개혁 당시 급진적 개혁을 따르며 천주교회의 유아세례를 부정하고 재침례를 주장한 개신교 교파를 가리킨다. 그 사상을 이어받고 있는 현대의 교파들로는 아미시파, 후터라이트, 메노나이트 등이 있다. 전 세계적으로 120여만 명의 교인들이 있다.
- 침례교: 1609년 존 스미스의 교회로 처음 등장한 개신교의 한 교파. 회심의 체험과 개인적 신앙고백에 기초한 민주적 교회 원리를 강조한다. 따라서 국가와 교회의 분리와 신앙의 자유를 중요시하며, 개인적 신앙고백에 근거한 신자의 침례만을 인정하고 유아세례를 부정한다. 교단이나 목회자의 권위보다 성도 개개인의 영적능력을 강조하여 성경을 중심으로 다양한 신학적 전통이 공존하며, 민주적인 회중정체와 교단보다 개교회를 강조한다. 유아세례를 부정하고 신자의 침례를 강조하여 침례교라는 명칭을 얻었다. 미국의 남침례회 등 보수적인 복음주의 및 기독교 근본주의를 견지하는 경향이 강하다.
- 감리교: 18세기 모라비아 형제단의 경건주의 영향을 받아 존 웨슬리 등의 개혁자가 성공회를 개혁하여 탄생한 교파이다. 성경을 중심으로 한 이성, 전통, 체험을 기독교의 근간으로 이해하며 사회적이고 복음주의적인 경건생활을 강조한다. 신학적으로는 교부시대로부터 이어져오는 다양한 전통을 수용하고 있으며, 교회구조적으로는 공교회(보편교회)의 구조인 감독제 교회이다. 18세기 영국의 복음주의자 존 웨슬리 목사와 찰스 웨슬리 목사, 그리고 신성클럽(Holy club)에서 함께 활동한 조지 휫필드(George Whitefield: 1714-1770)에 의해서 시작되었으나, 아르미니우스주의의 영향으로 인간의 자유의지와 '완전주의'를 강조한 웨슬리 형제에 대해, 이신칭의와 예정설을 포함한 하느님 주권을 강조하는 칼빈주의 신앙을 고수한 휘필드의 독립으로 신학적 스펙트럼이 다양하게 확대되었다. 포괄적 복음주의 운동과 사회복음 운동, 부흥 운동을 전개한다.
- 제칠일재림교: 19세게 미국에서 창립된 기독교 근본주의 성격의 개신교 교파이다. 예수 그리스도의 재림에 초점을 둔 성경해석과 십계명의 안식일 준수를 포함한 성결의 삶을 강조하는 것이 특징이다. 1800년대 침례교 설교자 윌리엄 밀러의 재림주의 운동에 기원을 두며, 회중교회 목사 제임스 화이트, 감리교회 출신 엘렌 화이트, 조세프 베이트, J.N. 앤드류스 등 여러 교파 출신 목회자들에 의해 창립되었다. 서구권 교계와 신학계 및 세계교회협의회 등의 교회연합기관에서는 "근본주의적이며 복음주의적인 보편교회 일원", 즉 정통 교단으로 받아들여진다[52]. 유독 보수적인 개혁주의 영향이 강한 대한민국 교계에서는 이단으로 분류되는 경우가 대부분이나, 이는 세계 교계 및 신학계에서 소수의 견해이다. 기독교 근본주의의 대표적인 교단으로서 사이비과학인 창조과학이 재림교 신자들의 문자적인 성경해석에 뿌리를 두고있다. 전세계 2200만여명의 신도 수를 가진다.
- 구세군: 감리교 목사인 윌리엄 부스의 사회선교로 창시된 개신교 교회. 군대적인 교회제도 질서와 자선봉사의 강조, 음악선교의 강조, 성례전의 부재 등의 특징이 있다.
- 성결교: 19세기 말에 미국에서 감리교 창시자인 존 웨슬리의 완전주의적 입장을 강조하며 성결운동으로 미국과 일본, 한국을 중심으로 형성된 개신교의 교파이다. 그러한 이유로 감리교의 신학과 유사한 점을 띠고 있으나 감리교의 신학과 다른 점은 중생, 성결, 신유, 재림 4가지를 4중복음이라는 교리를 내세우고, 그중 성결을 가장 강조하는 교리를 갖고 있다.
- 오순절교회: 20세기 초반 성령 운동을 통해 생긴 개신교 교파이며, 웨슬리 신학의 영향을 받았다. 아시아, 남아메리카에서 성장하고 있다. 성령에 의한 신유, 방언, 예언 등의 은사를 강조하며, 스스로 "늦은비" 예언의 성취로 생각한다. 한국에서는 기독교대한하나님의성회 등이 있으며, 일반적으로 순복음교회로 불린다. 현대적이고 열광적인 예배 형식과 신비체험을 중시하는 경향으로 인해 개발도상국을 중심으로 20세기 이후 가장 크게 성장하는 기독교 교파이다. 교회관 및 계시관의 문제로 이단으로 보는 경우가 있다.
- 플리머스 형제단: 1820년대 아일랜드에서 존 넬슨 다비를 중심으로 성립된 예정론과 세대주의를 강조하는 기독교 근본주의 성향의 개신교 교파이다. 누구든지 신도는 제사장이라는 원리를 적용하여 기존 개신교 교단의 직급 체계를 사용하지 않고 모든 신도는 형제, 자매로만 호칭한다. 폐쇄적 성향이 강한 그룹과 타 교단과의 교류가 인정되는 그룹의 두 갈래가 존재한다. 축자영감설, 전천년설을 지지한다. D. L. 무디, 조지 뮬러 등의 저명한 설교자, 선교사를 배출했다. 강력한 세대주의 종말론과 회복주의적 교회관으로 인해 이단으로 분류되는 경우도 있다.
- 기독교대한복음교회: 1935년 세워진 한국에서 무교회주의의 영향을 받고 자생한 개신교의 한 종파이다. “신앙은 복음적이고 생명적이어라, 신학은 충분히 학문적이어라, 교회는 한국인 자신의 교회이어라”를 교회의 사목방향으로 삼고 있다. 초대감독은 최태용 목사이다.

이외에도 개신교 전통에 포함되는 교파들이 얼마든지 있을 수 있으나, 위에 제시된 교파들이 주로 교계에서 "정통" 개신교로 인정되는 교파들이다.

### 기타 기독교 종파
역대 공의회에서 확인된 교리들을 부정하거나 자신들만의 독자적인 경전을 보유하는 등 지나치게 폐쇄적이거나 반대로 개방적인 구원관을 가진 교파들로, 대부분의 타교파들은 이들을 이단 및 "유사 기독교"로 규정한다.
- 예수 그리스도 후기 성도 교회(소위 모르몬교): 미국에서 발굴하여 번역하였다는 몰몬경을 성경과 더불어 표준 경전으로 받아들이고, 이를 번역하고 많은 계시를 받았다는 교회의 초대 회장 조셉 스미스 주니어를 현대의 선지자로 인정한다. 또한 자신들의 종교가 현대에 이르러 초대 교회의 신권과 조직이 그대로 회복된 예수 그리스도 교회라고 말하며, 스스로 "회복주의 기독교"를 표방한다.
- 여호와의 증인: 19세기(1870년)에 미국에서 출현, 성경에 나오는 1세기 초대교회의 정통성을 회복하였다고 주장하며 삼위일체신, 영혼불멸, 지옥불 교리를 받아들이지 않는 교단, 예수의 가르침과 사랑을 실천해야 한다는 신념으로 전세계에서 병역을 거부하고 전쟁에 참여하지 않는 종교, 도덕적 깨끗함을 모든 신자들에게 요구하여 모두가 성직자가 되어야 한다고 가르친다.[53]
- 퀘이커
- 유니테리언 등

각 교파들은 크고 작은 교리상의 차이점들을 보이는데, 그 정도가 심하여 동방교회와 서방교회가 분열되기 이전의 신앙고백들인 사도신경, 니케아 신경, 칼케돈 신경 등의 내용과 차이가 있는 내용을 교리에 담고 있다면, 그 교파는 기독교내의 기존 교단에서 이단으로 간주되는 견해도 존재한다.
각 교파 사이의 신자들의 실질적인 영성 및 신앙생활에 큰 영향을 미치는 것은 성찬례에 대한 견해의 차이 즉, 영성체 신학의 차이에서 초래되는 것이 매우 큰 비중을 차지한다. 세세한 관점의 차이에 대해서는 성찬례 항목을 참조하라.

### 각 교파별 인구 비율
The World Christian Encyclopedia에 따르면, 세계의 기독교 신자의 교파별 비율은 다음과 같다고 한다. 아래의 설문 작성시 응답자들이 여러 항목을 선택할 수 있었기에 총 합이 100%를 넘는다.
- 가톨릭: 53%
- 개신교: 40%
  - 주류 교단: 17%
  - 독립교회(초교파): 19%
- 성공회: 4%
- 정교회: 11%
- 기타 기독교적 종파(몰몬교, 유니테리언, 크리스찬 사이언스 등): 1.3%

대한민국은 2015년 통계청 조사 결과로 약970만 명의 개신교와 390만 명의 천주교로 나뉜다.

## 교육과 기독교
서양에서는 기독교와 교육의 밀접한 관계가 존재하였다.

## 과학과 기독교
과거에는 신적 존재에 대한 단순한 믿음을 과학적 사실과 결부하는 경향이 존재했으나, 시간이 지날수록 과학의 발전과 함께 그 진실성의 여부에 관한 문제가 제기되기 시작하였다. 이는 지동설의 발견을 통해 가속되었다. 18세기 즈음하여 기독교의 교리를 정면으로 비판하는 것으로 보였던 이론인 진화론이 등장하였고, 이는 본격적인 종교와 과학의 갈등이 시작된 것으로 보여졌다. 하지만 이것은 일종의 오해로, 진화론 자체는 기독교 교리를 비판했던 것이 아니라, 종교를 과학적 사실로 여기던 과거의 관습과 충돌한 것으로, 이를 통해 이러한 관습에서 벗어나 신학의 발전에 영향을 주게 되었다.
과학의 발전으로 진화가 관찰 가능한 사실로 밝혀지면서, 과학은 축자영감설에 기반한 근본주의 기독교와의 충돌하게 되었다. 이러한 충돌은 두가지 효과를 낳았는데, 하나는 근본주의적 움직임으로서, 기독교를 과학을 비롯한 현대적 지식으로부터 멀어지게 함으로써 계속적인 갈등을 부추기게 되었고, 또 하나는 기독교를 원시적이고 전통적인 근본주의적 관점에서 벗어나 믿음에 관한 다양한 질문을 던지게 되며, 나아가 진화라는 사실을 인정하며 신앙적 믿음을 추구할 수 있는 현대적인 신앙으로 발전하게 되는 계기가 되기도 하였다. 이를 통해 진화라는 사실을 창조의 방식으로 이해하는 창조주의인 유신진화론을 비롯, 신학적 발전의 계기가 되었다.

### 과학과 종교의 가치
자연과학적 가치와 종교의 가치는 비교하기 어려운 기준을 지닌다. 자연과학적 가치는 객관적이고 보편적인 기준으로 예외를 제거하는 가치 기준이다. 종교적 가치는 의미의 가치를 다룬므로 자연과학적으로 예외인 경우도 그 의미와 가치를 부여한다. 따라서 자연과학의 가치와 종교적 가치는 대립하는 순간이 발생한다. 장애를 안고 태어난 아기의 경우 자연과학적 가치관에서는 아이의 현재 상황과 미래를 예측할 때 정상적 인간 기준에서 벗어난 예외적 사례이므로 목숨을 잇도록 도울 필요가 없다고 여긴다. 그러나 종교에서는 아이의 생명의 의미를 두며 비록 장애를 지닌 아니라 해도 고귀한 생명을 지닌 존재로 도와야 한다고 주장한다. 즉 존재에 대한 기능적 가치에 자연과학의 가치 기준을 두는 반면, 존재에 대한 의미적 가치에 종교적 가치 기준을 둔다.
근대적 인권과 장애인, 아동 보호 개념은 기독교적 가치관에서 등장하였다. 기독교를 바탕으로 하는 윤리는 자연과학과 충돌하는 모습을 보였다. 1930 ~ 1940년대 독일의 나치는 자연과학적 인간 가치를 근거로 인종개조와 인종차별, 장애인 차별을 자행하였다. 이에 독일의 개신교회 가운데 고백 교회 참여자들은 기독교적 인간 가치를 근거로 이들과 대립하였고, 결국 나치에 의해 체포되거나, 처형 당하였다. 근대에 들어 유럽인들이 아프리카인들을 노예로 삼은 노예제에 대하여 유럽의 자연과학자들은 아프리카인들이 열등하다며 과학적 증거를 제시하였던 반면, 유럽의 노예제 반대 기독교인들은 피조물의 평등성을 주장하며 노예제 폐지를 주장하였다. 현대에 와서는 극단적 예정론을 수용하는 이들이 전염병 가운데에도 예방적 조치를 거부하는 행동을 하며 이를 저지하게 위해 자연과학적 조치를 강제하는 경우도 있다. 실제로 역사와 사례를 실피면, 자연과학과 종교적 가치는 대립적 가치가 아니라 상호 보완적 가치체계이다. 자연과학은 실제적 인간이 느끼고 행동하는 가치관과 윤리적 행동 양식을 담지 못한다. 종교는 수치를 바탕으로 하는 기능의 예측을 하지 못한다. 이 둘은 대립하기 보다는 더 나은 인류의 미래를 위해 상호 보완적인 관계여야 한다.

### 창조론과 자연과학
창조론에 의미적으로 접근하는 종교적 역사성은 그 의미가 실재하며, 창조론은 모든 인간 인종과 자연 생태계의 의미를 부여하는 과정을 포함한다. 그러나 기독교 신자들 중에는 창조론을 자연과학적 역사성을 띤다고 주장하는 이들과 자연과학의 범주를 벗어난 종교적 의미를 지닌 사건으로 이해하는 두 부류가 있다. 전자는 근대적 자연과학으로 성경을 이해하고 하는 이들이고, 후자는 전통적 기독교의 관점을 수용하고 의미적으로 성경을 이해하고자 하는 이들이다. 전자는 대체로 근본주의 계열의 신학을 배경으로 하며, 후자는 주류 기독교 신학을 배경으로 한다. 이처럼 창조론의 자연과학적 역사성을 주장하는 지점에서 과학과 충돌이 발생하며, 이것이 극단적으로 발현되는 경우 창조과학 및 지평설 등 유사과학적으로 전개되기도 한다.
창조론의 역사성은 진화를 비롯한 과학적 사실과의 관계에 따라 과학과 종교의 관계에 대한 논리는 3가지인, 충돌론, 분리론, 그리고 친구론으로 나뉜다. 충돌론은 과학과 신앙사이의 충돌을 당연한 것으로 여기며, 과학의 전반을 부정하는 것으로 창조론에 역사성이 있다고 주장하는 부류로 근본주의 신학에 기반하고 있는 남침례교, 제칠일 안식교등이 이를 지지한다. 분리론의 경우 과학과 신앙은 서로 분리된 영역으로 생각하는 것으로, 진화를 포함한 대부분의 과학적 사실을 인정하나, 창조론과는 분리해서 생각해야 한다고 주장한다. NOMA를 옹호하는 과학자들과 대부분의 감리교, 침례교, 장로교, 천주교 등의 기독교인도 포함된다. 마지막으로 친구론은, 진화를 포함한 대부분의 과학적 사실들로부터 창조의 방식을 인정하며, 과학이 밝혀낸 것으로부터 기반한 창조론이 존재해야 한다고 이야기한다. 많은 감리교, 침례교, 장로교 등의 신앙인들과 신학교, 그리고 유신진화론 및 바이오 로고스는 친화론을 지지한다. 과학학회에서는 창조론의 자연과학적 역사성과 무관한 것으로 동의하며, 이는 주류 신학 학회들에서도 마찬가지이다.

## 같이 보기
- 예수
- 야훼
- 성서
- 그리스도
- 사도신경
- 찬송가
- 복음성가 (가스펠, 워십, CCM)
- 교회력
- 삼위일체

## 참고 문헌
- (영어) Drake, H. A. (2006). 〈The Impact of Constantine on Christianity〉 pp. 111-136. 《The Cambridge Companion to the Age of Constantine》. Ed. Noel Lenski. Cambridge University Press.
- (영어) Pohlsander, Hans. (2004). 《The Emperor Constantine》. 2nd Ed. London & New York: Routledge. Hardcover ISBN 0-415-31937-4Paperback ISBN 0-415-31938-2

### 내용주
1. ↑  기독교의 신학에 따르면 부활과 승천이후
2. ↑  마르틴 루터는 로마 가톨릭교회의 면벌부 남용에 반대하여 종교 개혁에 나섰지만(디트리히 슈바니츠 (2001). 《교양-사람이 알아야 할 모든 것》. 인성기 옮김. 들녘. 154쪽. ISBN 89-7527-270-2. 그러나 그 증서가 신학적으로 과연 그런 효력을 지니는지 의심스러워 그들은 비텐베르크 대학으로 달려가서 교수에게 증서의 가치를 감정해달라고 부탁했다. 교수는 그 가치의 입증을 거부했는데, 그 교수가 바로 루터였다. 그 다음날 그는 슐로스 교회의 문에 대자보를 써붙였다. 거기에는 그가 입증을 거부하는 이유가 95가지나 적혀 있었다.), 잉글랜드의 핸리 8세가 수장령을 선포한 것은 스페인 왕가 출신의 왕비 캐서린과 이혼하기 위한 것이었다.(문화사교재연구회, 《동서양문화사》, 학문사, 1998년, ISBN 89-467-8113-0, 203쪽)
3. ↑  연세대학교의 전신인 연희전문학교는 개신교 각 교파의 선교사들이 연합하여 세운 선교 학교였다.
4. ↑  일본교회사 학자인 김수진 목사(대한예수교장로회(통합))는《일본개신교회사》/김수진 지음/홍성사에서 천주교회 수녀인 김옥희 수녀의 학설을 인용하여 임진왜란으로 일본에 억류돼야 했던 조선인들이 예수회의 전교로 그리스도인들이 된 이야기를 소개한다.
5. ↑  《우리역사의 수수께끼》/이덕일 지음/김영사에서 한국사학자 이덕일 박사는 신라가 중국과 활발하게 교류하였음에 근거하여, 중국에서 활동했던 경교(京敎, 네스토리우스계 기독교)가 신라에도 유입되었을 것으로 추정하지만 객관적 근거는 없다.

### 참조주
1. ↑  박용미 기자 (2014.01.03 16:26). “2020년 세계 기독교 인구는 33.3% 고든 콘웰대 연구소 종교인구 전망 발표”.
2. ↑  S. T. Kimbrough, 편집. (2005). 《Orthodox and Wesleyan Scriptural understanding and practice》. St Vladimir's Seminary Press. ISBN 978-0-88141-301-4.
3. ↑  “言葉の世界・伝言板　1998年9月(일본어)”. 2012년 1월 14일에 원본 문서에서 보존된 문서. 2007년 6월 1일에 확인함.
4. ↑  신인철, 〈성서의 구조인류학 에드먼드 리치〉, 《가자 고전의 숲으로》, 한길사, 2008년, ISBN 89-356-5875-8
5. ↑  R. Gerberding and J. H. Moran Cruz, Medieval Worlds (New York: Houghton Mifflin Company, 2004) p. 51
6. ↑  Galerius and Constantine: Edicts of Toleration 311/313 보관됨 2012-05-29 - 웨이백 머신, Fordham University
7. ↑  R. Gerberding and J. H. Moran Cruz, Medieval Worlds (New York: Houghton Mifflin Company, 2004) p. 55
8. ↑  R. Gerberding and J. H. Moran Cruz, Medieval Worlds (New York: Houghton Mifflin Company, 2004) p. 55; cf. Eusebius, Life of Constantine
9. ↑  《글로벌 세계대백과사전》,  〈니케아 공회의〉
10. ↑  “Homoousios” (영어). 2024년 11월 16일에 확인함.
11. ↑  박상진, 《지중해 문명의 바다를 가다》, 한길사, 2005년, ISBN 89-356-5635-6, 69-70쪽
12. ↑  이덕형. 《이콘과 아방가르드》. 서울: 생각의나무, 2008.ISBN 89-8498-922-3, 50쪽
13. ↑  박경민, 《세계사 이야기 1》, 가람기획, ISBN 89-8435-139-3, 309쪽
14. ↑  Carmel McCaffrey, Leo Eaton "In Search of Ancient Ireland" Ivan R Dee (2002)PBS 2002
15. ↑  Geary, Patrick (2003). Readings in Medieval History: Gregory of Tours History of the Franks. Canada: Broadview Press Ltd.. pp. 145–146.
16. ↑  Delaney, John P. (1980). Dictionary of Saints, Second Edition, Garden City, N.Y: Doubleday. ISBN 0-385-13594-7.
17. ↑  안승오, 《세계 선교 역사 100장면》, 평단문화사, 2010년, ISBN 89-7343-329-6, 76-78쪽
18. ↑  역사교육자협의회, 《나만 모르는 유럽사》, 모멘토, 2004년, ISBN 89-91136-02-8, 58-59쪽
19. ↑  한스 큉.《그리스도교》. 이종한 옮김. 분도출판사, 2002.
20. ↑  박경민, 《세계사 이야기 1》, 가람기획, 2003년, ISBN 89-8435-139-3, 312쪽
21. ↑  존 줄리어스 노리치, 남경태 역《비잔티움 연대기》 제3권, 바다출판사, ISBN 89-5561-390-3, 345쪽.
22. ↑  조강수 (2002년 1월 29일). “교황, 정교회에 "십자군전쟁 유감" , 800년만의 사과”. 중앙일보. 2020년 8월 30일에 확인함.
23. ↑  한스 큉. 《그리스도교》. 이종한 옮김. 왜관: 분도출판사, 2002.
24. ↑  제임스 기본스 <교부들의 신앙>
25. ↑  Henry VIII 's Act of Supremacy (1534) - original text
26. ↑  THE ACT OF SUPREMACY
27. ↑  루터 수도원에 가다 보관됨 2012-07-15 - 웨이백 머신, 마르틴 루터와 종교 개혁, 기독교한국루터회 홈페이지
28. ↑  김상근, 《세계사의 흐름을 바꾼 기독교 역사》, 평단문화사, 2004년, ISBN 89-7343-202-8, 151-159쪽
29. ↑  이종훈, 《세계를 바꾼 연설과 선언》, 서해문집, 2006년, ISBN 89-7483-271-2, 〈95개조 의견서〉
30. ↑  J. Calvin, preface to Commentary on the Book of Psalms, trans. James Anderson, vol. 1 (Grand Rapids: Eerdmans, 1948), pp. xl–xli as quoted in Cottret 2000, p. 67. The translation by Anderson is available at "The Author's Preface" 보관됨 2012-03-06 - 웨이백 머신, Commentary on Psalms, 1 See also Parker 2006, p. 200.
31. ↑  존 칼빈, 원광연 역, 《기독교 강요》, 크리스천다이제스트, 2006년, 상권 - ISBN 89-447-0421-X, 중권 - ISBN 89-447-0422-8, 하권 - ISBN 89-447-0423-6
32. ↑  한스 큉, 배국원 역, 《가톨릭 교회》, 을유문화사, 2003년, ISBN 89-324-3062-4, 〈Chapter 6 개혁, 종교 개혁, 반종교 개혁? 〉
33. ↑  Knecht, Robert J. (2000). The French Civil Wars. Modern Wars in Perspective. New York: Longman. ISBN 0-582-09549-2. p86
34. ↑  박경민, 《세계사 이야기 2》, 가람기획, 2003년, ISBN 89-8435-140-7, 150쪽
35. ↑  김상근, 《세계사의 흐름을 바꾼 기독교 역사》, 평단문화사, 2004년 ISBN 89-7343-202-8, 214-215쪽
36. ↑  박경민, 《세계사 이야기 2》, 가람기획, 2003년, ISBN 89-8435-140-7,71쪽
37. ↑  사이타마 교구, 주교 따니 다이지(谷大二), 제 2차 바티칸 공의회 50주년을 맞이하며 보관됨 2012-04-11 - 웨이백 머신
38. ↑  김경재, 《아레오바고 법정에서 들려오는 저 소리》, 삼인, 2005년, ISBN 89-91097-25-1, 115쪽
39. ↑  이화인문과학원, 《지구지역 시대의 문화경계》, 이화여자대학교출판부, ISBN 89-7300-835-8, 41쪽
40. ↑  김홍기, 《평신도를 위한 신학》, 이화여자대학교출판부, 2006년, ISBN 89-7300-686-X, 91쪽
41. ↑  안승오, 《세계 선교 역사 100장면》, 평단문화사, 2010년, ISBN 89-7343-329-6, 〈95. 해방신학과 선교 1971년 | 해방신학자 구스타보 구티에레즈의《해방신학》출간〉
42. ↑  김지석, 《미국을 파국으로 이끄는 세력에 대한 보고서》, 교양인, 2004년, ISBN 89-955300-1-4, 58-59쪽
43. ↑  “에큐메니컬 운동”. 2019년 2월 12일에 원본 문서에서 보존된 문서. 2012년 6월 11일에 확인함.
44. ↑  종교신문 - 야소교 전래시기 유교의 반발과 갈등
45. ↑  《청년설교》/김회권 지음/복있는 사람
46. ↑  《첫번째 바울의 복음》/마커스 보그, 존 도미니크 크로산 같이 씀/김준우 옮김/한국기독교연구소
47. ↑  Cf. "Faith". Encyclopaedia Britannica. 9. London-Chicago-Geneva-Sydney-Toronto: W. Benton. 1964. p. 40.
48. ↑   The importance of a belief in the resurrection is substantiated in several ways: (1 Corinthians 15:1-4) '... the gospel I preached to you... Otherwise, you have believed in vain...'. The same book says, in 15:14: "And if Christ has not been raised, our preaching is useless and so is your faith" (see also Acts 2:32; Philippians 3:10; John 11:25).
49. ↑  See A. J. Wallace, R. D. Rusk, Moral Transformation: The Original Christian Paradigm of Salvation (New Zealand: Bridgehead, 2011), pp 120-135 for a more detailed explanation of the different meanings pi'stis can take.
50. ↑  가톨릭교회 전통을 공유하는 교파로 교황을 따르는 가톨릭교회와 교황을 따르지 않는 구가톨릭교회, 독립가톨릭교회, 전통주의 가톨릭교회 등이 있다.
51. ↑  《평신도신학》/임종호 지음/대한성공회 선교교육원, 67쪽.
52. ↑  https://www.oikoumene.org/church-families/seventh-day-adventist-church
53. ↑  “여호와의 증인 워치타워성서책자협회 한국어 공식 홈페이지”. 2011년 4월 19일에 원본 문서에서 보존된 문서. 2011년 3월 10일에 확인함.
54. ↑  Barrett/Kurian.World Christian Encyclopedia, p. 139 (Britain), 281 (France), 299 (Germany).
55. ↑  로널드 넘버스. 《창조론자들》.
56. ↑  “보관된 사본”. 2018년 1월 24일에 원본 문서에서 보존된 문서. 2016년 12월 21일에 확인함.
57. ↑  로널드 L. 넘버스 (2016). 〈6〉. 《창조론자들》. 새물결플러스. ISBN 9791186409558.